# Markluiden
Markluiden is een buurtschap in de Nederlandse gemeente Heerde, gelegen in de provincie Gelderland. Het ligt ten zuiden van Heerde aan het Apeldoorns Kanaal. De eerste vermelding van Markluiden als buurtschap dateert uit 1025. In 2025 wordt het 1000-jarig bestaan gevierd.
Hoofdplaats: Heerde      Dorpen: Veessen · Vorchten · Wapenveld

Buurtschappen: Bakhuisbos · Berghuizen · Hoorn · Hoornerveen · Horsthoek · Markluiden · Wapenveld-noord · Werven · Wolbert

Gelderland: Steden en dorpen in Gelderland      Nederland: Provincies · Gemeenten